# بوشيني خشبي الشكل
بوشيني خشبي الشكل (الاسم العلمي: Puccinia xylariiformis) هو نوع من الفطريات يتبع جنس البوشيني من فصيلة البوشينية.